# Ярі

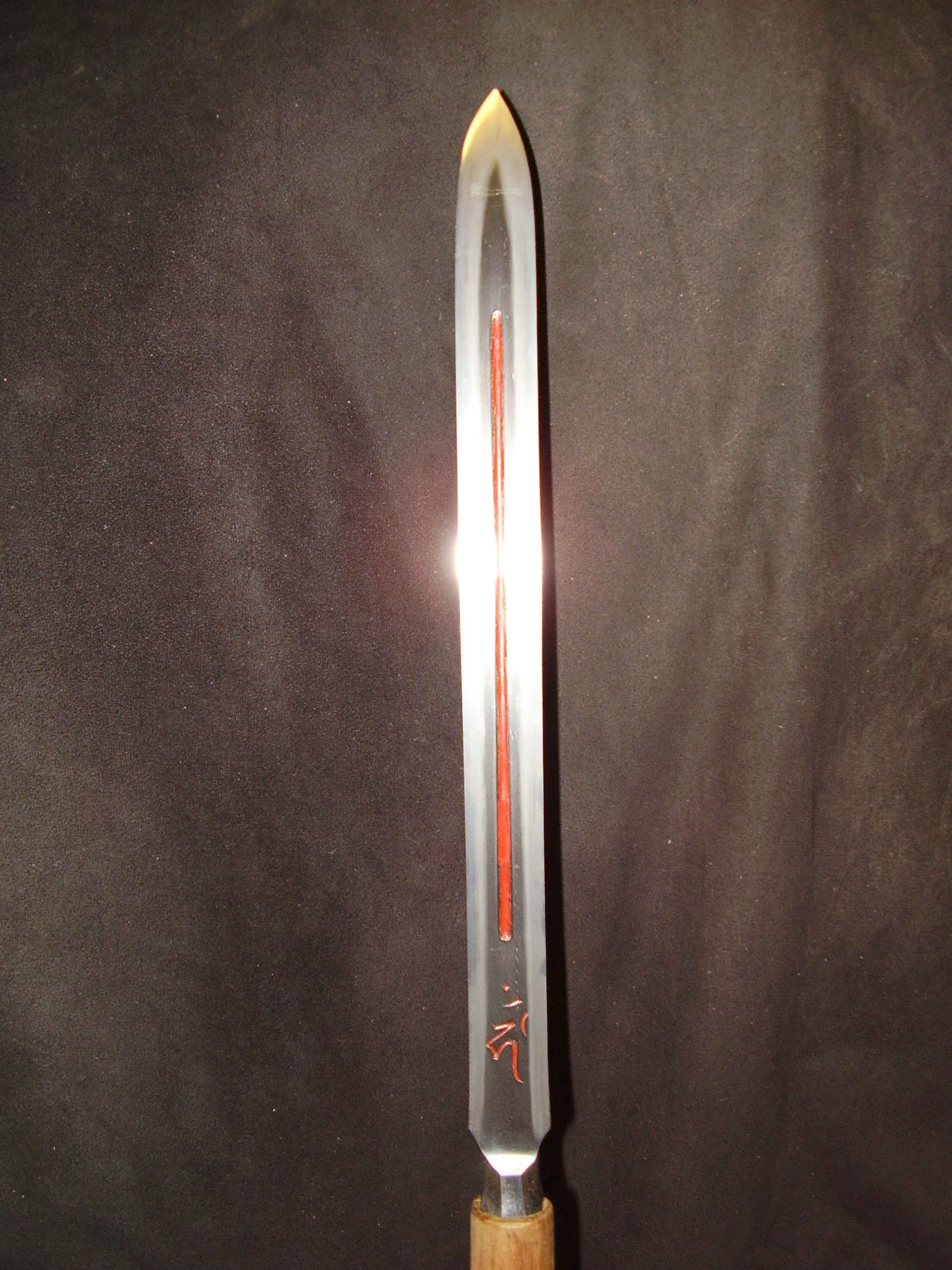
Наконечник ярі

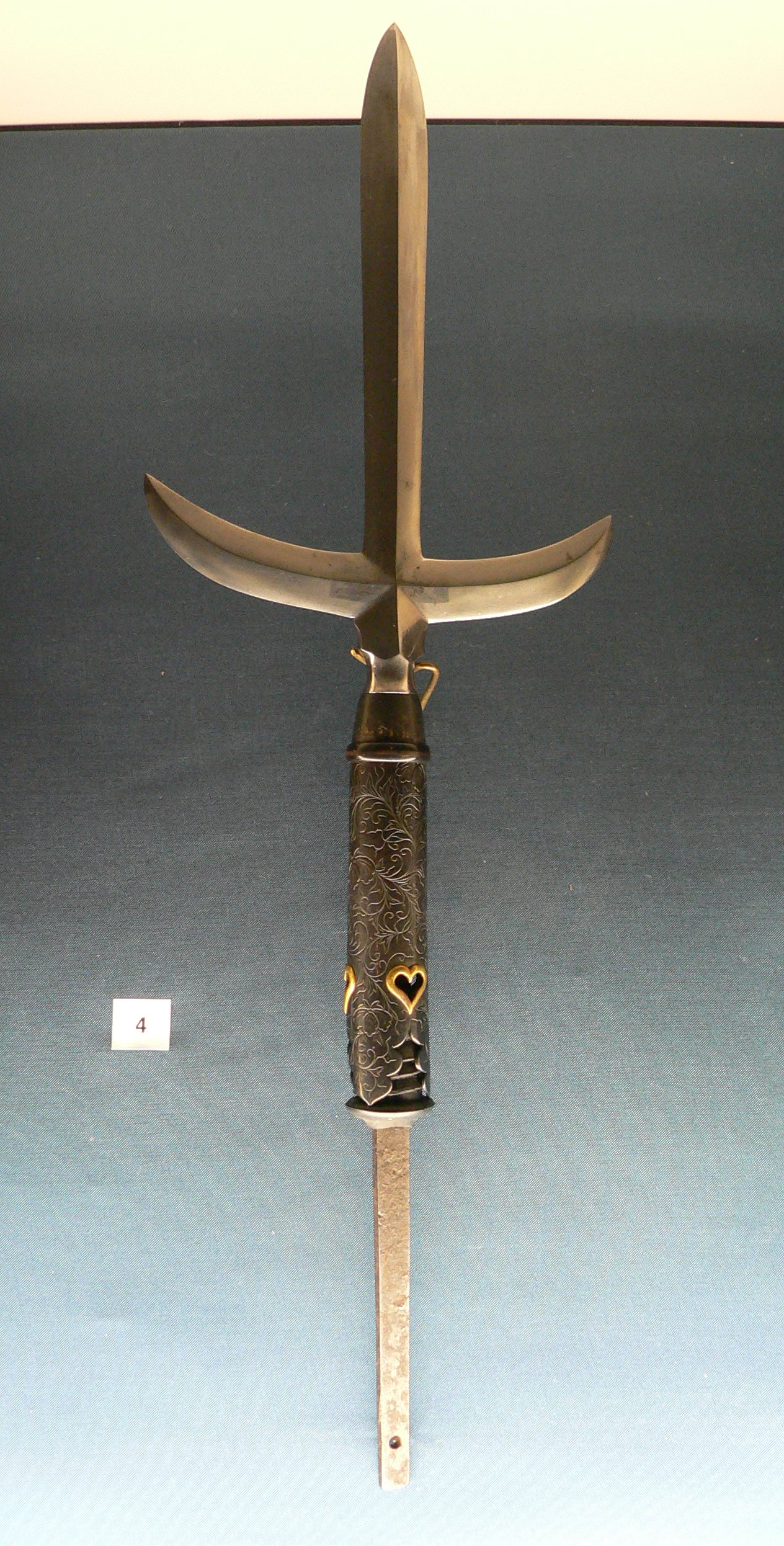
Наконечник дзюмондзі-ярі

Ярі (яп. 槍) — японська держакова зброя, спис. Термін з'явився в період Камакура.

## Історія
Найдавнішим японським списом було хоко. Наконечники хоко були втулкові, ромбічні в перетині, а перо було довжиною близько 25 см. Іноді вони додатково забезпечувалися гаком, на зразок багра. До періоду Нара відносять появу тебоко — «ручного списа» з прямим або злегка зігнутим наконечником близько 30 см в довжину з ребром, що виступає. Спочатку він відрізнявся невеликим держаком і, можливо, застосовувався для метання, але до періоду Намбокутьо його довжина збільшилася до 1,8 м, і його стали називати кікуті-ярі. У другій половині періоду Муроматі списи отримують найбільше поширення та з'являються різні модифікації.

## Конструкція
Класичне ярі складається з держака (ебу або наґае), до якого кріпиться наконечник (хо). Держак завдовжки 1,8—2,5 м, в перетині зазвичай круглий або багатогранний (а не овальний), з дуба або бамбука. Наконечники довжиною 15—90 см були схожі за формою на меч та кріпилися за допомогою хвостовика (накаґамі). Вони дозволяли завдавати колючих та рубальних ударів. Завдяки таким наконечникам ярі можна класифікувати як глефи. Іноді на 30 см нижче наконечника робилася металева хрестовина хадоме. Звичайною була цуба. Для більш надійного кріплення кінець держака робили з кріпильною муфтою (хабакі) та шайбами  (сеппа). На нижньому кінці був підтік (ісідзукі), який міг застосовуватися для завдавання ударів. Верхня частина держака лакувалася та обмотувалася мотузкою (сен-дан-макі).

## Різновиди

### Су-ярі
Також суґу-ярі. Прості списи з прямим наконечником. За формою наконечника включали:
- Санкаку-ярі — з тригранним пером.
- Ре-сіноґі-ярі — з пером ромбічної форми.
- Сасахо-ярі — з пером у вигляді листа бамбука.

По довжині держака:
- Омі-ярі — виключно довгі ярі. Іноді в довжину досягали 6,5 м. Такі списи застосовувалися лише проти кавалерії.
- Те-ярі — укорочені списи для бою в приміщенні. Загальною довжиною 2,1 м та наконечником 15 см.

Також виділяють Фукурімі-ярі зі втулковим наконечником.

### Кама-ярі
Означає «спис-серп». Мали додаткові клинки.
- Дзюмондзі-ярі або маґарі-ярі — японська  рунка. У неї були два додаткових клинки еда, які були трохи зігнуті вперед.
- Катакама-ярі — ця зброя відрізнялася одним додатковим клинком або ж асиметричними додатковими клинками.
- Сітамуко-кама-ярі та сітамуко-дзюмондзі-ярі — ярі з направленими назад боковими клинками.
- Каґі-ярі від звичайного ярі відрізнявся лише наявністю закріпленого в основі наконечника — спрямованого вперед гака для захоплення ворожої зброї.
- Бісямон-ярі — своєрідна алебарда з двома сокирами з увігнутими лезами.

## Див. Також
- Спис
- Глефа
- Рогатина